# Piotr Stalmaszczyk
Piotr Jarosław Stalmaszczyk (ur. 1959 w Łodzi) – polski anglista, językoznawca, celtolog, profesor zwyczajny Uniwersytetu Łódzkiego, dziekan Wydziału Filologicznego UŁ w latach 2008–2016.

## Działalność publiczna
W latach 1980–1984 działał w ruchu studenckim, współtworzył Niezależne Zrzeszenie Studentów, był członkiem Zarządu Uczelnianego NZS, uczestniczył w strajkach studenckich, wydawał czasopisma podziemne i wydawnictwa opozycyjne (zob. Piotr Stalmaszczyk).
Wszedł w skład komitetu wspierającego kandydaturę Karola Nawrockiego na prezydenta RP w wyborach w 2025.

## Edukacja i kariera akademicka
- 1982 magister filologii angielskiej
- 1990 doktor nauk humanistycznych w zakresie językoznawstwa, specjalność _ filologia angielska
- 1999 doktor habilitowany w zakresie językoznawstwa ogólnego i angielskiego
- 2002–2008 dyrektor Instytutu Anglistyki
- 2006 profesor zwyczajny
- od 2006 kierownik Katedry Językoznawstwa Angielskiego i Ogólnego
- 2008–2016 dziekan Wydziału Filologicznego Uniwersytetu Łódzkiego

## Zainteresowania
- językoznawstwo angielskie
- dialektologia celto-angielska
- językoznawstwo ogólne
- filozofia języka
- gramatyka generatywna
- lingwistyka formalna i pragmatyka
- teoria języka
- ludy i języki celtyckie
- kontakty językowe na Wyspach Brytyjskich
- nazwy własne w literaturze

## Publikacje

### Książki
- The Structure of Thematic Relations in English, Łódź 1992: EKORNO.
- Structural Predication in Generative Grammar, Łódź 1999: Wydawnictwo Uniwersytetu Łódzkiego.
- Celtic Presence. Studies in Celtic Languages and Literatures: Irish, Scottish Gaelic and Cornish, Łódź 2005: Łódź University Press, ISBN 83-7171-849-7.
- Studies in Celtic Languages and Celtic Englishes, Łask 2009: Oficyna Wydawnicza LEKSEM, ISBN 978-83-60178-61-4.
- (red.) Dimensions and Categories of Celticity. Studies in Language, Łódź 2010: Łódź University Press.

### Artykuły (wybrane) z zakresu celtologii
- Język gaelicki – historia, przyczyny upadku i szanse przetrwania, „Folia Linguistica” 26, Łódź 1992, s. 101–113.
- Geneza języka piktyjskiego i przyczyny jego obumarcia, [w:] J. Sambor, J. Linde-Usiekniewicz, R. Huszcza (red.), Językoznawstwo synchroniczne i diachroniczne. Tom poświęcony pamięci prof. Adama Weinsberga, Warszawa 1994: Wydawnictwa Uniwersytetu Warszawskiego, s. 291–301.
- A note on Celtic influence upon English vocabulary, [w:] W. Smoczyński (ed.), Analecta Indoeuropaea Cracoviensia I. Safarewicz memoriae dicata, Cracoviae 1995: Universitas, s. 387–392.
- Celtyckie języki Irlandii, Szkocji i Wyspy Man: Historia i teraźniejszość, [w:] K. Kujawińska-Courtney, R. Machnikowski, A. Wójcik (red.), Problematyka Brytyjska. Studia interdyscyplinarne, Łódź 1997: Ośrodek Badań i Studiów Brytyjskich UŁ, s. 97–112.
- Stanowisko języka kumbryjskiego i piktyjskiego w podgrupie brytańskiej języków celtyckich, „Biuletyn Polskiego Towarzystwa Językoznawczego” 53, 1997, s. 81–93.
- Cornish Language and Literature: A Brief Introduction, „Folia Litteraria Anglica” 3, Studies in English and American Literature 7, 1999, s. 117–127.
- The Cornish Language and Cornish Elements in English, „Studia Indogermanica Lodziensia” 3, 2000, s. 27–36.
- Przyimkowe konstrukcje posesywne w językach celtyckich, „Rozprawy Komisji Językowej ŁTN” 48, 2003, s. 123–135.
- Celtic Studies in Poland in the 20th century. A Bibliography, „Zeitschrift für celtische Philologie” 54, 2004, s. 170–184.
- Między fleksją a słowotwórstwem: celtyckie przyimki zaimkowe (na przykładzie języków goidelskich), „Slavia Meridionalis” 9, 2009, s. 139–151.
- From ‘ambassador’ to ‘whisky’: A note on Celtic elements in contemporary Polish vocabulary, [w:] P. Stalmaszczyk, M. Fomin (eds.), Dimensions and Categories of Celticity. Studies in Language, Łódź 2010: Wydawnictwo Uniwersytetu Łódzkiego, s. 125–131.

Artykuły współautorskie:
- Celto-Tocharica: Three Celtic-Tocharian Terms for Certain Parts of the Body, „Tocharian and Indo-European Studies” 4, 1990, s. 35–44 (współautor: Krzysztof Tomasz Witczak).
- Celtic *abon- ‘river’: a proposal for new etymology, „Lingua Posnaniensis” 32/33, 1992-1993, s. 205–209 (współautor: Krzysztof Tomasz Witczak).
- The Celtic word for oats, ‘avena’ and its Indo-European Equivalents, „Lingua Posnaniensis” 34, 1994, s. 83–87 (współautor: Krzysztof Tomasz Witczak).
- Studies in Indo-European Vocabulary, „Indogermanische Forschungen”, 98, 1993, s. 24–39 (współautor: Krzysztof Tomasz Witczak).
- Welsh paladr ‘spear’ and related words, „Studia Etymologica Cracoviensia” 3, 1998, s. 125–127 (współautor: Krzysztof Tomasz Witczak).
- On Two Baltic-Celtic terms for ‘stallion’, [w:] Poznańskie Studia Baltystyczne 1, Poznań 2001: Katedra Skandynawistyki i Baltologii, s. 29–32 (współautor: Krzysztof Tomasz Witczak).
- Etyma Celtica (1-3), „Studia Indogermanica Lodziensia” 4, 2002, s. 73–79 (współautor: Krzysztof Tomasz Witczak).

## Literatura
- P. Stalmaszczyk, Językoznawstwo w Instytucie Anglistyki Uniwersytetu Łódzkiego – od tradycji do nowoczesności, „Rozprawy Komisji Językowej ŁTN”, t. 50, s. 217–222.